# أوسكار فيسنتي سكافوني
أوسكار فيسنتي سكافوني (بالإسبانية: Oscar Vicente Scavone)‏ هو مدرب كرة قدم ولاعب كرة قدم باراغواياني، ولد في 2 يوليو 1955 في أسونسيون في باراغواي.